# Évelyne Élien
Évelyne Élien (* 24. März 1964 in Basse-Terre, Guadeloupe) ist eine ehemalige französische Leichtathletin, die sich auf den Sprint spezialisiert hat. Mit der französischen 4-mal-400-Meter-Staffel wurde sie 1994 in Helsinki Europameisterin.

## Sportliche Laufbahn
Erste internationale Erfahrungen sammelte Évelyne Élien vermutlich im Jahr 1988, als sie bei den Olympischen Sommerspielen in Seoul mit 53,36 s im Viertelfinale im 400-Meter-Lauf ausschied und mit der französischen 4-mal-400-Meter-Staffel in 3:29,37 min im Finale den siebten Platz belegte. Im Jahr darauf belegte sie bei den Spielen der Frankophonie in Casablanca in 52,93 s den fünften Platz über 400 Meter und siegte mit der Staffel in 3:31,89 min. 1990 schied sie bei den Europameisterschaften in Split mit 53,05 s im Halbfinale über 400 Meter aus und belegte mit der Staffel in 3:25,16 min den fünften Platz. Auch bei den Hallenweltmeisterschaften 1991 in Sevilla wurde sie mit der Staffel in 3:34,05 min Fünfte und 1993 belegte sie bei den Weltmeisterschaften in Stuttgart in 3:27,08 min den sechsten Platz im Staffelbewerb. Im Jahr darauf siegte sie in 52,58 s über 400 Meter bei den Spielen der Frankophonie in Paris und anschließend schied sie bei den Europameisterschaften in Helsinki mit 53,05 s im Semifinale aus. Zudem siegte sie mit der Staffel mit neuem französischen Rekord von 3:22,34 min gemeinsam mit Francine Landre, Viviane Dorsile und Marie-José Pérec. Anschließend wurde sie beim IAAF World Cup in London in 3:29,07 min Vierte im Staffelbewerb. Im Jahr darauf kam sie bei den Weltmeisterschaften in Göteborg mit 53,34 s nicht über den Vorlauf über 400 Meter hinaus und verpasste mit der Staffel mit 3:27,11 min den Finaleinzug. 1996 gelangte sie bei den Olympischen Sommerspielen in Atlanta mit 3:28,46 min im Finale auf Rang acht im Staffelbewerb und 1998 beendete sie ihre aktive sportliche Karriere im Alter von 34 Jahren.
In den Jahren 1990 und 1995 wurde Élien französische Meisterin im 400-Meter-Lauf.

## Persönliche Bestleistungen
- 400 Meter: 51,79 s, 12. August 1988 in Tours
  - 400 Meter (Halle): 53,45 s, 10. Februar 1996 in Paris